# (22183) Canonlau
(22183) Canonlau est un astéroïde de la ceinture principale.

## Description
(22183) Canonlau est un astéroïde de la ceinture principale. Il fut découvert le 23 décembre 2000 à l'Observatoire Desert Beaver par William Kwong Yu Yeung. Il présente une orbite caractérisée par un demi-grand axe de 2,61 UA, une excentricité de 0,19 et une inclinaison de 14,4° par rapport à l'écliptique.

## Compléments